# Non omnis moriar

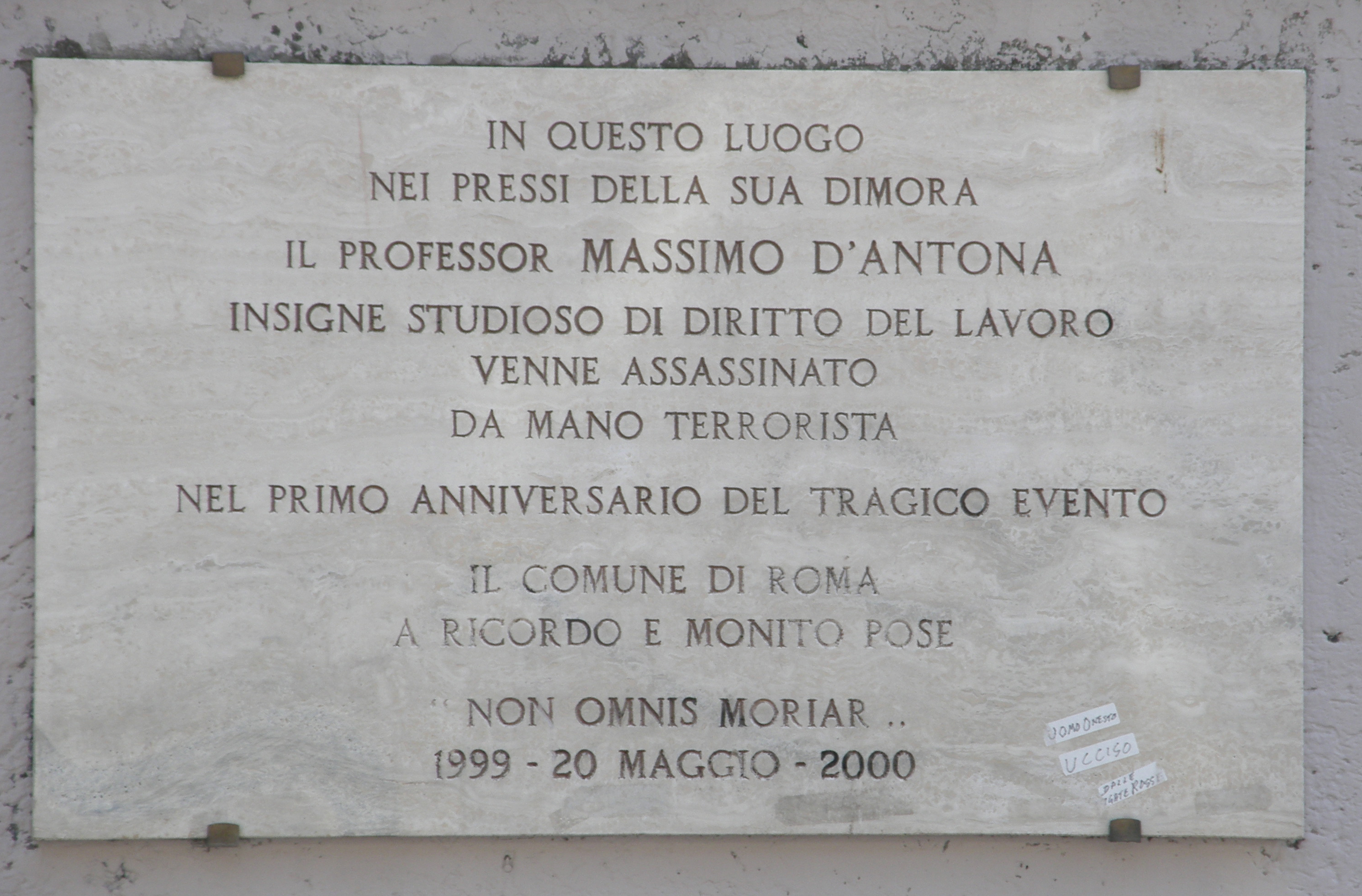
Targa in memoria di Massimo D'Antona, in via Salaria, sul muro di cinta di Villa Albani

La locuzione latina Non omnis moriar (Orazio, Odi, III, 30, 6), tradotta letteralmente, significa Non morirò tutto.
Orazio probabilmente si riferiva alla sua opera poetica, che sarebbe sopravvissuta alla sua morte, in analogia a un altro suo famoso verso: Exegi monumentum aere perennius (Ho eretto un monumento più duraturo del bronzo, Odi, III, 30, 1), in cui il poeta esprime la convinzione di aver creata, con i suoi poemi, un'opera perenne che lo renderà immortale.
Nel Medioevo questo verso di Orazio, come altre opere pagane, è stato letto come testimonianza di verità di fede in epoca ante cristiana: in questo caso il riconoscimento dell'immortalità dell'anima.
Questa locuzione è stata adottata come motto della Fanteria dell'Esercito Italiano.
Un adattamento di questa espressione fu scritto sul monumento eretto alla memoria di Francesco Algarotti da Federico il Grande e recita Algarottus non omnis.